# 4242 Brecher
4242 Brecher (1981 FQ) là một tiểu hành tinh vành đai chính được phát hiện ngày 28 tháng 3 năm 1981 bởi đài thiên văn Harvard ở Harvard.